# Julien Marchand
Julien Marchand (* 10. Mai 1995 in Loures-Barousse, Département Hautes-Pyrénées) ist ein französischer Rugby-Union-Spieler. Er spielt auf der Position des Haklers für den Verein Stade Toulousain und die französische Nationalmannschaft. Zu seinen Erfolgen gehören drei Meistertitel und ein Europapokalsieg mit Stade Toulousain sowie ein Turniersieg mit Frankreich bei den Six Nations (mitsamt Grand Slam). Sein drei Jahre jüngerer Bruder Guillaume Marchand ist ebenfalls Rugby-Union-Spieler.

## Biografie

### Vereinskarriere
Marchand spielte zunächst Fußball, wandte sich dann aber dem Rugbysport zu und trat dem Verein US Montréjeau bei, wo sein Vater als Trainer tätig war. 2009 wurde er in das Ausbildungszentrum von Stade Toulousain aufgenommen und begann dort in den Juniorenabteilungen zu spielen. 2013 gewann er mit Stade Toulousain die französische U18-Meisterschaft. Aufgrund mehrerer verletzungsbedingter Ausfälle von Stammspielern rückte er in den Profikader nach und bestritt am 4. Oktober 2014 sein erstes Spiel in der Top 14 und gehörte beim 22:10-Heimsieg über Stade Français der Startformation an. Im weiteren Verlauf dieser Saison und auch in der darauf folgenden kam er regelmäßig zum Einsatz, vor allem als Einwechselspieler. Dabei bewies er, dass er ein Spieler mit großem Entwicklungspotenzial war. Ende 2016 bezeichnete ihn die Zeitung Midi Olympique als eine der fünf größten französischen Entdeckungen des Jahres.
Aufgrund seiner herausragenden Leistungen erhielt Marchand allmählich mehr Spielzeit und stieg zum unbestrittenen Stammspieler auf seiner Position auf. Wegen einer Handverletzung verpasste er die ersten beiden Monate der Saison 2017/18. Unmittelbar nach seinem Comeback verlängerte er im Oktober 2017 seinen Vertrag vorzeitig um drei Jahre bis 2021. Nach dem Rücktritt von Florian Fritz wurde Marchand im Alter von nur 23 Jahren zum Mannschaftskapitän für die Saison 2018/19 bestimmt. Im Mai unterschrieb er eine weitere Vertragsverlängerung bis 2023. Wenige Wochen später erreichte Stade Toulousain das Meisterschaftsfinale und setzte sich gegen die ASM Clermont Auvergne durch; Marchand selbst konnte verletzungsbedingt nicht an dem Spiel teilnehmen.
Marchand führte die Mannschaft als Kapitän ins Halbfinale des European Rugby Champions Cup 2020/21. In der Begegnung mit der Union Bordeaux Bègles vollzog er ein gefährliches Tackling, das vom Schiedsrichter mit einer roten Karte hätte geahndet werden müssen. Die Disziplinarkommission sperrte ihn deshalb nachträglich für vier Wochen. Dadurch verpasste er das Finale gegen Stade Rochelais, das mit einem 22:17-Sieg endete. Einen Monat später stand er im Meisterschaftsfinale gegen denselben Gegner wieder auf dem Platz. Er spielte bis zu seiner Auswechslung in der 57. Minute und Stade Toulousain entschied die Partie mit 18:8 für sich. Ende 2021 verlängerte er seinen Vertrag bei Toulouse erneut, diesmal bis 2028.
In der Saison 2022/23 erreichte Stade Toulousain wieder das Meisterschaftsfinale, erneut war Stade Rochelais der Gegner. Marchand wurde nach einer Stunde ausgewechselt und in einem sehr engen Spiel setzte sich sein Team mit 29:26 durch. Die Ligue nationale de rugby wählte ihn daraufhin ins All-Star-Team der Top 14.

### Nationalmannschaft
Marchand gehörte der französischen U17- und U18-Auswahl an, mit der U20-Auswahl nahm er an der Juniorenweltmeisterschaft 2015 teil. Drei Jahre später berief ihn Nationaltrainer Jacques Brunel in den Kader der französischen Nationalmannschaft. Sein erstes Test Match bestritt er am 24. November 2018 gegen Fidschi, als er in der 69. Minute eingewechselt wurde. Die Franzosen verloren das Spiel mit 14:21, es handelte sich um die erste Niederlage überhaupt gegen diese Mannschaft. Bei seinem ersten Six-Nations-Spiel gegen Wales am 1. Februar 2019 erlitt Marchand unmittelbar vor dem Schlusspfiff einen Kreuzbandriss am linken Knie. Er musste die Saison vorzeitig beenden und verpasste dadurch auch die Möglichkeit, sich für die Weltmeisterschaft 2019 zu empfehlen. Beim Six Nations 2022, das die Franzosen auf Platz zwei beendeten, bestritt er alle fünf Partien als Teil der Startformation.
Gleich verlief auch das Six Nations 2021: Frankreich belegte den zweiten Platz und Marchand stand in allen fünf Spielen in der Startformation. Im Verlaufe des Jahres etablierte er sich als erste Wahl auf seiner Position. Während den End-of-year Internationals 2021 fehlte er wegen einer Rippenverletzung beim Sieg über Neuseeland, konnte aber die übrigen Partien bestreiten. Beim Six Nations 2022 stand er erneut in allen Partien von Anfang an. Die Franzosen entschieden nicht nur das Turnier für sich, sondern schafften auch einen Grand Slam. Marchand galt als einer der Hauptverantwortlichen für den Erfolg und wurde folgerichtig von zahlreichen Publikationen ins All-Star-Team des Turniers gewählt. Spätestens jetzt galt er als einer der weltweit besten Hakler. Auch beim Six Nations 2023 bestritt er alle fünf Partien als Stammspieler.

## Erfolge
Stade Toulousain:
- Französischer Meister: 2019, 2021, 2023
- Sieger European Rugby Champions Cup: 2021
- Französischer U18-Meister: 2013

Frankreich:
- Sieger Six Nations: 2022
- Grand Slam: 2022